# معاملة المثليين في جزر كوك
يواجه الأشخاص من المثليين والمثليات ومزدوجي التوجه الجنسي والمتحولين جنسياً (اختصاراً: LGBT) في توكيلاو تحديات قانونية لا يواجهها غيرهم من المغايرين جنسيا. تعتبر المثلية الجنسية بين الذكور غير قانونية، لكن القانون المجرم لايتم تطبيقه، ويتم النظر وتم اقتراح إلغاءه حاليا مع «مشروع قانون الجرائم 2017» الجديد ولكنها قانونية بين الإناث. يعتبر زواج المثليين محظورا حسب القانون المحلي. ومع ذلك، يتمتع الأشخاص من مجتمع المثليين ببعض الحماية القانونية المحدودة، حيث تم حظر التمييز في التوظيف على أساس التوجه الجنسي منذ عام 2013.
كانت المثلية الجنسية والأشخاص المتحولون جنسيًا جزءًا من ثقافة جزر كوك لعدة قرون. تاريخياً، كان ينظر إلى الأشخاص المتحولين جنسياً (الذين يُطلق عليهم اليوم أكافايين (بالإنجليزية: akava'ine)‏، وتعني حرفياً «التصرف مثل المرأة») على أنهم جزء هام من الأسرة والقبيلة المحلية. وسرعان ما غيّر وصول المبشرين القبول المجتمعي، وسُنَّت أولى القوانين المناهضة للمثليين في جزر كوك. في الوقت الحاضر، ويرجع ذلك جزئيا إلى العلاقة الوثيقة لجزر كوك مع نيوزيلندا، أصبحت المواقف تجاه الاشخاص من مجتمع المثليين أكثر قبولا، على الرغم من وجود تقارير عن التمييز.
تعتبر «جمعية تي تياري» (بالإنجليزية: Te Tiare Association)‏ الجمعية الوحيدة التي تدافع عن حقوق المثليينً في جزر كوك. أطلقت الجمعية رسميا في يونيو 2008، وتشجع المناقشات حول هذه القضية ونظمت فعاليات بهدف زيادة الوعي بحياة الأشخاص من مجتمع المثليين.

## تاريخ
كانت جزر كوك، مثلها مثل بقية بولينيزيا، متسامحة للغاية مع العلاقات المثلية ومع المتحولين جنسياً قبل وصول المسيحية.

## قانونية النشاط الجنسي المثلي

### قانون الجرائم 1969
تعتبر المثلية الجنسية بين الذكور غير قانونية في جزر كوك. ويعاقب على السدومية بين الذكور بالتراضي بالسجن لمدة تصل إلى 7 سنوات، في حين يعاقب على «البذاءة بين الذكور» بالسجن لمدة تصل إلى 5 سنوات. وقد تم توريث القانون من الإمبراطورية البريطانية السابقة. غير أن الملاحقات القضائية كانت نادرة.
ويحدد البندان 152 و 153 من القانون الجنائي سن الموافقة على الجنس المهبلي في سن 16. ولا يرد ذكر العلاقات الجنسية بين الإناث على الإطلاق في القوانين المحلية، كما هو الحال في قوانين الإمبراطورية البريطانية السابقة.

### قانون الجرائم 2017
«مشروع قانون الجرائم 2017»، الذي أعلن عنه في أغسطس 2017، من شأنه إلغاء تجريم النشاط الجنسي المثلي بين الذكور. بدأت المشاركات العامة للجنة البرلمانية التي تدرس مشروع القانون في 9 أغسطس. بسبب الانتخابات العامة في يونيو 2018، تم تعليق المشاورات العامة حول مشروع القانون.
وقد حظي مشروع القانون بتأييد «ماري با أريكي»، وهي قائدة قبلية ذات تأثير، والتي وصفت القوانين القديمة المناهضة للمثليين بأنها «غير عادلة».

## الاعتراف القانوني بالعلاقات المثلية
تم حظر زواج المثليين بموجب «قانون تعديل الزواج 2000». تم توضيح القانون في عام 2007 إلى القول بأن «لا يسمح لأي شخص أن يتزوج شخص آخر من نفس جنسه أو جنسها»، وللتحديد التشريعي لجنس المتحولين جنسيا. في 28 أبريل 2013، أعرب رئيس الوزراء هنري بونا عن معارضته الشخصية لتشريع زواج المثليين.
لايتم الاعتراف بالاتحاد المدني أيضا (على الرغم انه يتم عقد والاعتراف بكل من زواج المثليين والاتحادات المدنية للشركاء المثليين في نيوزيلندا).

## الحماية من التمييز
يحظر التمييز على أساس «التفضيل الجنسي» في التوظيف، وفقًا للمادة 55 (هـ) من «قانون علاقات العمل 2012»، الذي دخل حيز التنفيذ في 1 يوليو 2013.
يحظر القسم 10 (ز) من قانون الإعاقة في جزر كوك 2008 التمييز ضد المعاقين على أساس توجههم الجنسي.

## ظروف الحياة
تعتبر «كنيسة جزر كوك المسيحية» أكبر دين على الجزر، حيث يعتقد أن أكثر من نصف السكان الانتماء إليها. تؤمن الكنيسة البروتستانتية بأن المثلية الجنسية شهوة الملابس المغايرة هي علامات على الفجور وهذا يؤثر على المواقف العامة وكذلك على سياسة الحكومة. يشعر مجتمع المثليين في جزر كوك بالحاجة إلى أن يكونوا حذرين كما أن تحذيرات السفر تحث أيضًا الزوار على أن يكونوا متحفظين وأن لايقوموا بإظهار مظاهر المودة علنا.

## ملخص
| قانونية النشاط الجنسي المثلي                                                             | (بين الذكور، إلغاء التجريم في الإنتظار) / (بين الإناث) |
| المساواة في السن القانوني للنشاط الجنسي                                                  | (بين الذكور، في الإنتظار) / (بين الإناث)               |
| قوانين مكافحة التمييز في التوظيف                                                         | (منذ عام 2013)                                         |
| قوانين مكافحة التمييز في توفير السلع والخدمات                                            | No                                                     |
| قوانين مكافحة التمييز في جميع المجالات الأخرى (تتضمن التمييز غير المباشر، خطاب الكراهية) | No                                                     |
| قوانين جرائم الكراهية تشمل التوجه الجنسي والهوية الجندرية                                | No                                                     |
| زواج المثليين                                                                            | No                                                     |
| الاعتراف القانوني بالعلاقات المثلية                                                      | No                                                     |
| تبني أحد الشريكين للطفل البيولوجي للشريك الآخر                                           | No                                                     |
| التبني المشترك للأزواج المثليين                                                          | No                                                     |
| يسمح للمثليين والمثليات ومزدوجي التوجه الجنسي بالخدمة علناً في القوات المسلحة             | (الدفاع مسؤولية نيوزيلندا)                             |
| الحق بتغيير الجنس القانوني                                                               | Yes                                                    |
| علاج التحويل محظور على القاصرين                                                          | No                                                     |
| الحصول على أطفال أنابيب للمثليات                                                         | No                                                     |
| الأمومة التلقائية للطفل بعد الولادة                                                      | No                                                     |
| تأجير الأرحام التجاري للأزواج المثليين من الذكور                                         | (محظور لجميع الأزواج بغض النظر عن التوجه الجنسي)       |
| السماح للرجال الذين مارسوا الجنس الشرجي بالتبرع بالدم                                    | No                                                     |